# بیدنبوشتل
بیدنبوشتل (به آلمانی: Beedenbostel) یک شهر در آلمان است که در Celle واقع شده‌است. بیدنبوشتل ۱٬۰۴۹ نفر جمعیت دارد.